# Macrocondyla lugubris
Macrocondyla lugubris, anteriormente conocida como Lyophlaeba lugubris,  es una especie de mosca del género Macrocondyla y a la familia Bombyliidae.
Se distribuye en parte de la zona central de Chile, desde Atacama hasta Temuco.
Estas moscas suelen alimentarse del néctar y polen presente en las flores, relacionándose con la polinización de Quinchamalium chilensis, Verbena scoporia, Chorizanthe commissuralis, Chuquiraga ulicina y Chaetanthera euphrasioide.